# Forfar Athletic Football Club
Maillots
Dernière mise à jour : 15 novembre 2024.
Le Forfar Athletic Football Club est un club écossais de football basé à Forfar.

## Historique
- 1885 : fondation du club
- 1913 : 1re participation à la Central Football League
- 1921 : 1re participation à la Scottish Football League

## Palmarès
- Champion d'Écosse de troisième division : 1984.
- Champion d'Écosse de quatrième division : 
  - Champion en 1995
  - Vice-champion en 1997 et 2010.
- Vainqueur de la Scottish Qualifying Cup : 1946
- Finaliste de la B Division Supplementary Cup : 1950 (la finale contre Kilmarnock n'a pas été jouée)

## Joueurs et personnalités du club

### Joueurs emblématiques
- Don Mackay
- Craig Brewster